# Plopu (Podu Turcului), Bacău
Plopu este un sat în comuna Podu Turcului din județul Bacău, Moldova, România.
Este situat in Bacău